# Regierungsbezirk Gießen (Oberhessen)
Der Regierungsbezirk Gießen war zwischen 1848 und 1852 ein Regierungsbezirk im Großherzogtum Hessen mit Sitz in Gießen.

## Geschichte
Die Revolution von 1848 im Großherzogtum Hessen führte auch zu einer Verwaltungsreform, weil die bis dahin bestehenden mittleren Verwaltungsebenen, Kreis und Provinz, von den Bürgern als Instrumente staatlicher Unterdrückung wahrgenommen wurden. Diese beiden Verwaltungsebenen wurden abgeschafft und durch zehn Regierungsbezirke (ab 1850: elf) ersetzt. Die neue Struktur trat zum 21. August 1848 in Kraft.
Der Regierungsbezirk Gießen war einer von fünf Regierungsbezirken im Bereich der ehemaligen Provinz Oberhessen. Er wurde aus dem Kreis Gießen, einschließlich der Stadt Gießen, und dem Kreis Grünberg formiert. Der Regierungsbezirk Gießen umfasste 732 km².
Nach dem Sieg der Reaktion wurde der Regierungsbezirk Gießen 1852 wieder aufgelöst und die zuvor aufgelösten Kreise Gießen (unter Einschluss der Stadt Gießen) und Grünberg wiedererrichtet, sowie die östlichen Teile an den neu gebildeten Kreis Schotten abgegeben.

## Regierungskommission
Die Regierungskommission des Regierungsbezirks Gießen bildeten:
- Friedrich August Küchler als Dirigent, zuletzt Kreisrat des Kreises Friedberg
- Wilhelm von Willich gen. von Pöllnitz, zuletzt Kreisrat des Kreises Worms
- Gottfried Eckstein, zuletzt Beamter der Verwaltung der Provinz Oberhessen
- Friedrich Pietsch, zuletzt Kreissekretär des Kreises Alzey[7]
- Theodor Wilhelm Georg Hallwachs, zuletzt Kreissekretär des Kreises Groß-Gerau